# Stone butch

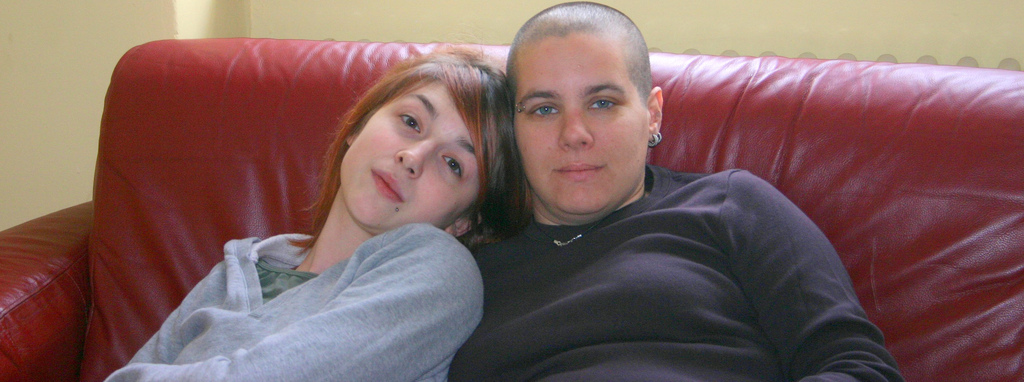
Parella butch i femme

Una stone butch és una lesbiana que mostra un comportament masculí, essent una posició més extrema de l'espectre butch-femme. Per davall d'aquesta estaria la de soft butch, d'aspecte més androgin i amb comportament de gènere no tan marcat. Normalment no els agrada ser tocades sexualment per la seva parella, tot i que sí els proporcionen gratificació sexual i, sovint, experimenten plaer fent-ho. També són receptives a rebre plaer sexual de la seva parella de maneres diferents.
El terme va ser popularitzat per Leslie Feinberg amb Stone Butch Blues, una novel·la de 1993 en la que descrivia l'exploració de la comunitat lesbiana per part de la protagonista. Una gran part de la novel·la gira al voltant de les tribulacions de ser una stone butch. Al final, la protagonista resol finalment la batalla entre la seva identitat de gènere, l'orientació sexual, i la funció sexual per reclamar l'autonomia d'identificar-se de la manera que desitgi.